# Bösendorfer
 (mai 2023).
Si vous disposez d'ouvrages ou d'articles de référence ou si vous connaissez des sites web de qualité traitant du thème abordé ici, merci de compléter l'article en donnant les références utiles à sa vérifiabilité et en les liant à la section « Notes et références ».

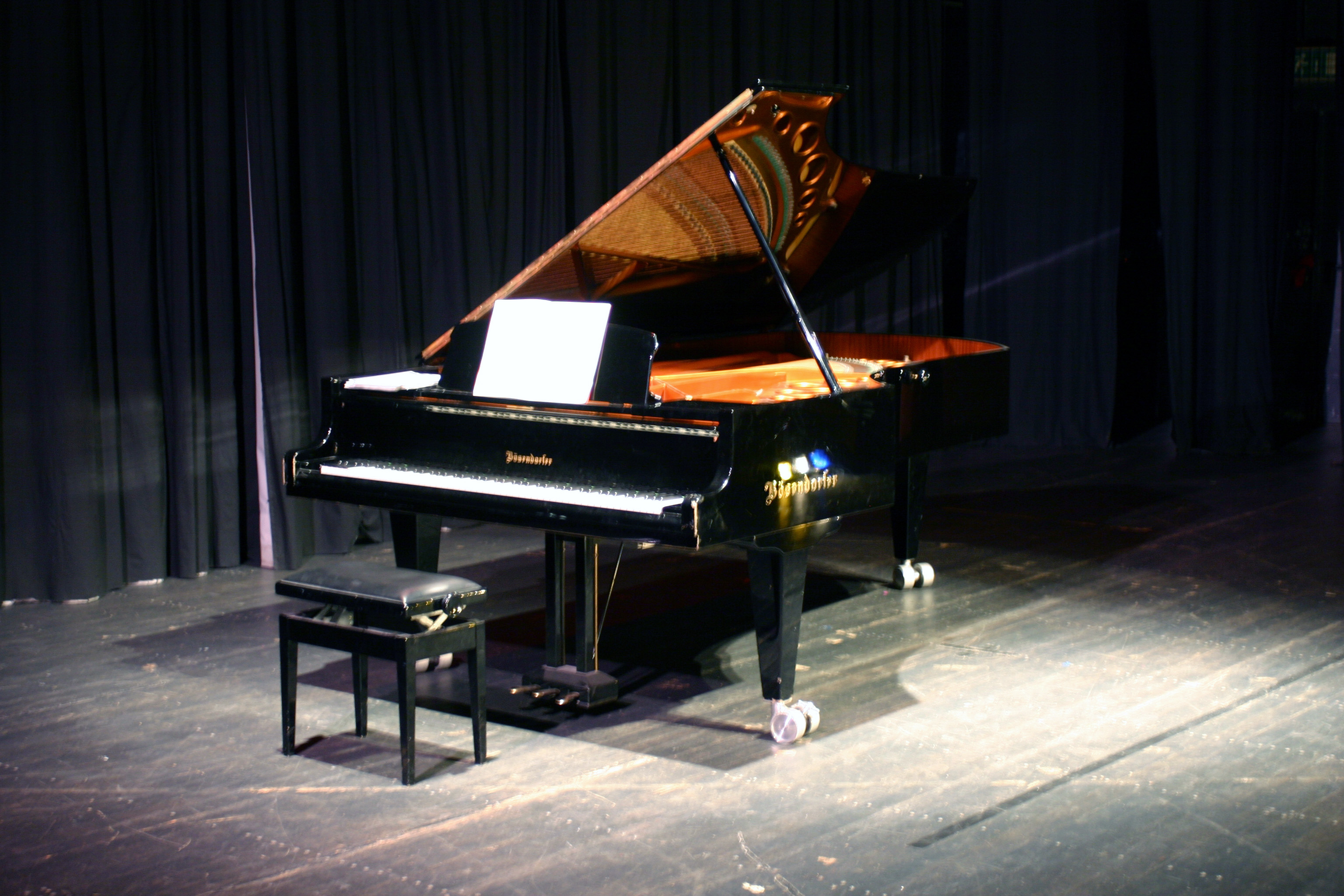
Un Bösendorfer.

Bösendorfer est une marque de pianos autrichienne, de production viennoise, fondée en 1828. Elle est depuis 2008 détenue entièrement par Yamaha. 
Depuis 1828, les pianos Bösendorfer ont été joués et admirés par les plus grands compositeurs et musiciens. Ce facteur peut se vanter d'être le plus lent du monde : près de 4 ans pour construire un piano à queue, la moitié de ce délai étant requis pour le séchage du bois.
Ignaz Bösendorfer (1794 ou 1796-1859) créa sa fabrique en 1827 après un apprentissage chez le facteur d'orgues et de pianos Joseph Brodmann. En juillet 1828, Ignaz Bösendorfer obtint de l'empereur d'Autriche un décret pour « fabriquer des pianos et les vendre, par droit de citoyen et de maître ». Le nom de Bösendorfer allait être désormais à jamais associé à Vienne, capitale musicale de l'Europe avec Paris au XIXe siècle.
On considère en 2022 Bösendorfer, avec Fazioli, Pleyel et Grotrian-Steinweg, comme l'un des seuls fabricants pouvant rivaliser avec les pianos Steinway & Sons de fabrication allemande. Bösendorfer privilégie la fabrication d'un moindre nombre d'instruments, et dont de nombreuses caractéristiques diffèrent de celles des Steinway & sons, la principale étant un clavier réputé plus « dur », c'est-à-dire nécessitant plus de poids sur la touche pour faire sonner l'instrument.
Le Bösendorfer modèle 290, dit « Impérial », demeure en 2022 un modèle emblématique de la marque, puisqu'il comporte 97 touches au lieu des 88 présentes sur les pianos de concert normaux. Ce clavier plus large comportant huit octaves complètes (C0 à C8), est le seul à permettre d’interpréter fidèlement certaines œuvres de Bartok, Debussy, Ravel et surtout Busoni. C'est le son orchestral que lui confère sa table d'harmonie particulière, qui lui a valu dès sa sortie le surnom d'« Impérial », qui n'avait pas été initialement donné par la marque. Le piano à queue de 225 cm a 4 notes supplémentaires dans le registre des graves (F0 à G♯0). Bösendorfer ne fabrique que deux modèles de piano droit, le modèle 120 CL et le modèle 130 CL.

## Marque de fabrique
- Les pianos Bösendorfer ont une sonorité à la fois puissante et chantante.
- La ceinture des pianos à queue est en épicea massif : la caisse est donc comme une extension de la table d'harmonie.
- Le principe du cordage à corde unique (bouclettes) améliore la stabilité de l'accord et présente de grands avantages en cas de rupture.

## Artistes notables jouant sur des Bösendorfer

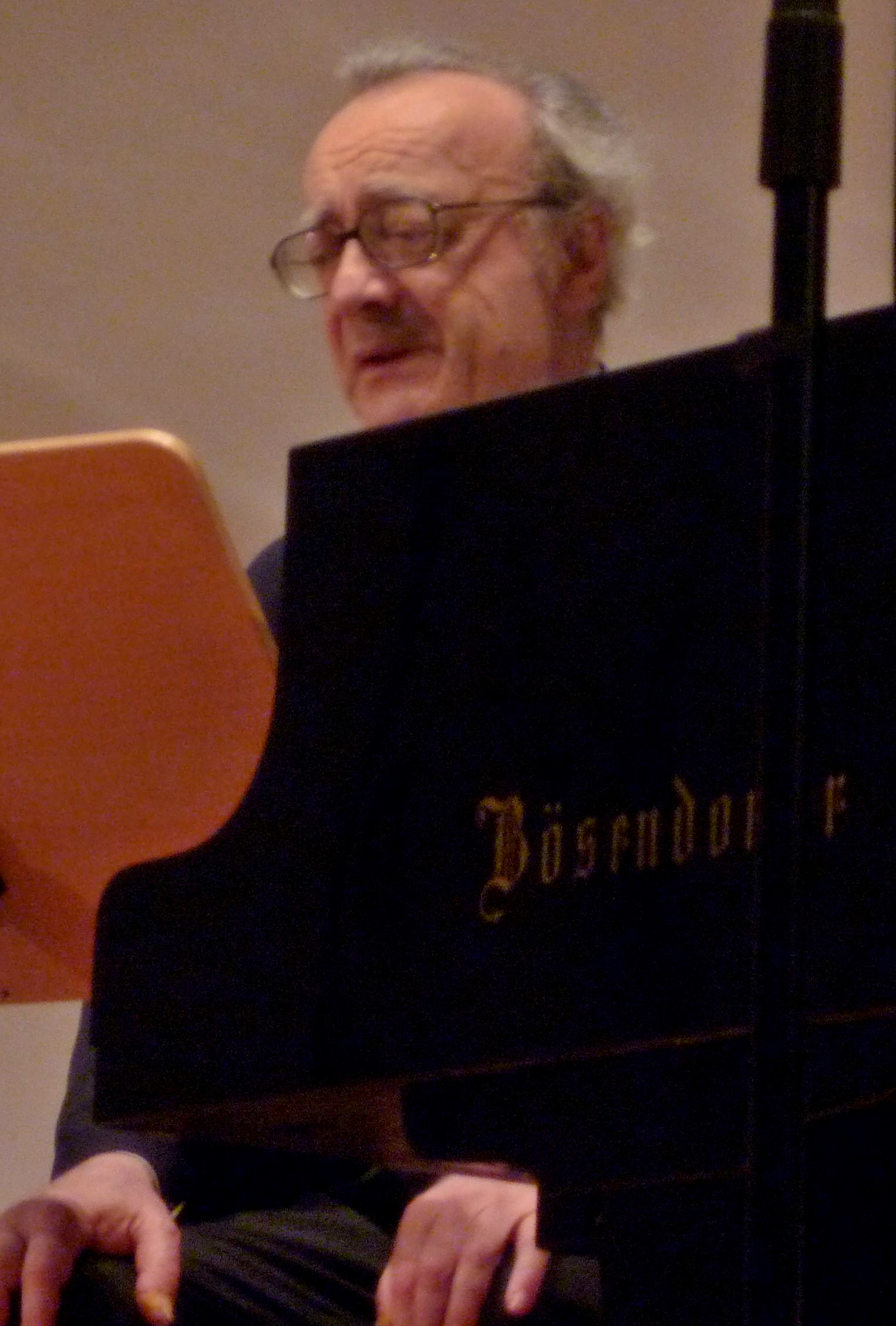
Alfred Brendel - Salzburg 2009

L'un des premiers artistes à être associé aux pianos Bösendorfer fut Franz Liszt qui déclara que Bösendorfer et Bechstein comptaient parmi les rares instruments capables de supporter son jeu incroyablement puissant.
Dans ses mémoires, Arthur Rubinstein raconte qu'il a insisté lors d'un concert en Autriche pour jouer sur un Bechstein plutôt que le Bösendorfer présent dans la salle de concert. Après le concert, le patron de la compagnie Bösendorfer est venu dans sa loge, pour rencontrer cet artiste qui avait refusé de jouer sur un piano qui était le préféré de son homonyme russe Anton Rubinstein. Arthur Rubinstein déclara qu'après cela il a toujours recherché des pianos Bösendorfer lorsqu'il a joué en Autriche.
Chick Corea utilise deux pianos Bösendorfer (Bösendorfer Grand & Bösendorfer 7'4") sur son album Three quartets  enregistré en 1981 en compagnie de Michael Brecker (Saxophone tenor), Steve Gadd (Batterie) et Eddie Gomez (Contrebasse).
À la fin des années 1970, après un concert à Vienne, le pianiste de jazz Oscar Peterson se tourna vers son imprésario Norman Granz et lui dit : « Dammit, Norman (…) I also gotta have such a thing » (« P… Norman, moi aussi je dois avoir un de ces trucs. »). Telle était sa réaction après avoir joué pour la première fois sur un Bösendorfer 290. Le comédien et musicien Victor Borge jouait aussi sur un Bösendorfer.
Parmi les artistes plus récents jouant également sur Bösendorfer, on peut citer le pianiste russe Sviatoslav Richter, la pianiste ukrainienne Valentina Lisitsa, la pianiste suisse Beatrice Berrut, la pianiste hongroise Annie Fischer, le pianiste et organiste allemand Wolfgang Rübsam, les pianistes autrichiens Paul Badura-Skoda et Walter Klien, le pianiste anglais Leon McCawley, le pianiste irlandais John O'Conor et les pianistes américains Cecil Taylor et Tori Amos. Dans les remerciements sur son album Under the Pink, Tori Amos remercie Bösendorfer de « faire des pianos tellement géniaux ».
Le compositeur minimaliste Charlemagne Palestine a utilisé un Bösendorfer pour enregistrer en 1991 sa composition de 1974 intitulée Strumming Music. L'œuvre est composé de plus de 45 minutes de musiques durant lesquelles Palestine joue très rapidement et alternativement deux notes avec l'utilisation constante de la pédale. Au fur et à mesure que les notes se rejoignent, l'œuvre permet d'entendre différentes variétés de timbres rarement produites par le piano.

## Anneau Bösendorfer
En 1953, lorsque l'entreprise célébra son 125e anniversaire, une distinction fut créée en faveur des pianistes les plus distingués, dit Bösendorfer Ring (anneau Bösendorfer). Cette année-là, l'anneau fut accordé à Wilhelm Backhaus († 1969), pianiste le plus illustre à cette époque-là, tant à Vienne que dans le monde entier. Puis en 1978, lors du 150e anniversaire, Bösendorfer octroya cette distinction à Paul Badura-Skoda qui gardait ce titre jusqu'à sa disparition en 2019. La distinction ne connaît donc que ces deux lauréats.

## Enregistrements
Les pianos Bösendorfer apparaissent sur de nombreux enregistrements, dont voici quelques exemples :

### Musique classique
- Bruno Canino a enregistré la musique de Donizetti et Rossini sur un Bösendorfer 290 modèle "Impérial" [6].
- Peter Hill a utilisé un Bösendorfer "Impérial" pour enregistrer l'œuvre complète de Havergal Brian. L'enregistrement fut réalisé au Northern College of Music pour Cameo Classics et fut grandement complimenté par John Ogdon dans la revue Tempo.
- Kimiko Douglass-Ishizaka a utilisé un modèle 290 "Impérial" lors de l'enregistrement des Variations Goldberg de Johann Sebastian Bach dans le cadre du projet Open Goldberg Variations en janvier 2012. Bösendorfer était partenaire du projet, mettant à disposition son célèbre piano qu'il a fait lui-même livrer de Vienne à Berlin[7].
- En 2018 Camerata Tokyo a consacré le CD "Dedications: Schumann-Liszt / Costantino Catena plays the new Bösendorfer 280VC" au nouveau Bösendorfer 280VC [8].
- En 1981 le pianiste François-René Duchable a enregistré pour le label Erato les 24 Etudes de Frédéric Chopin.

### Jazz
- Paul Bley a utilisé un Bösendorfer "Impérial" pour l'enregistrement de plusieurs albums, notamment "Hands on", "Homage to Carla", "Not two, not one" ou encore "Solo in Mondsee".
- Le 24 janvier 1975 à l'Opéra de Cologne, dans le cadre d'une tournée européenne, Keith Jarrett devait jouer sur un piano Bösendorfer model Imperial 290, mais celui-ci n'est pas disponible à cause d'une grève et le pianiste est réduit à jouer sur un piano d'étude fatigué.

Nota - Littéralement, à l'accord exact de genre près, "Bösendorfer" signifie en allemand "mauvais villages".